# Stadion Cracovii

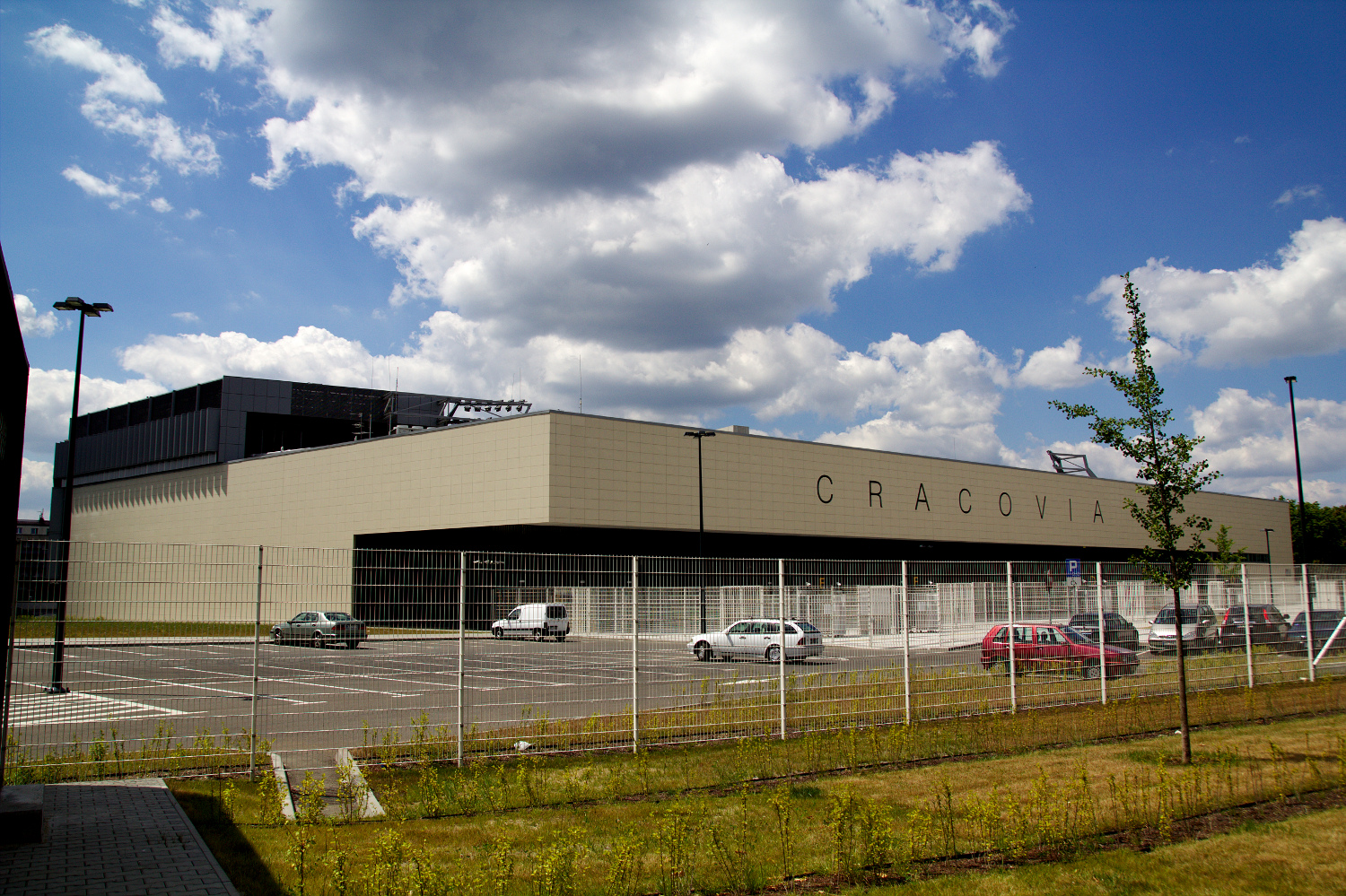
Widok na stadion z ul. Kałuży

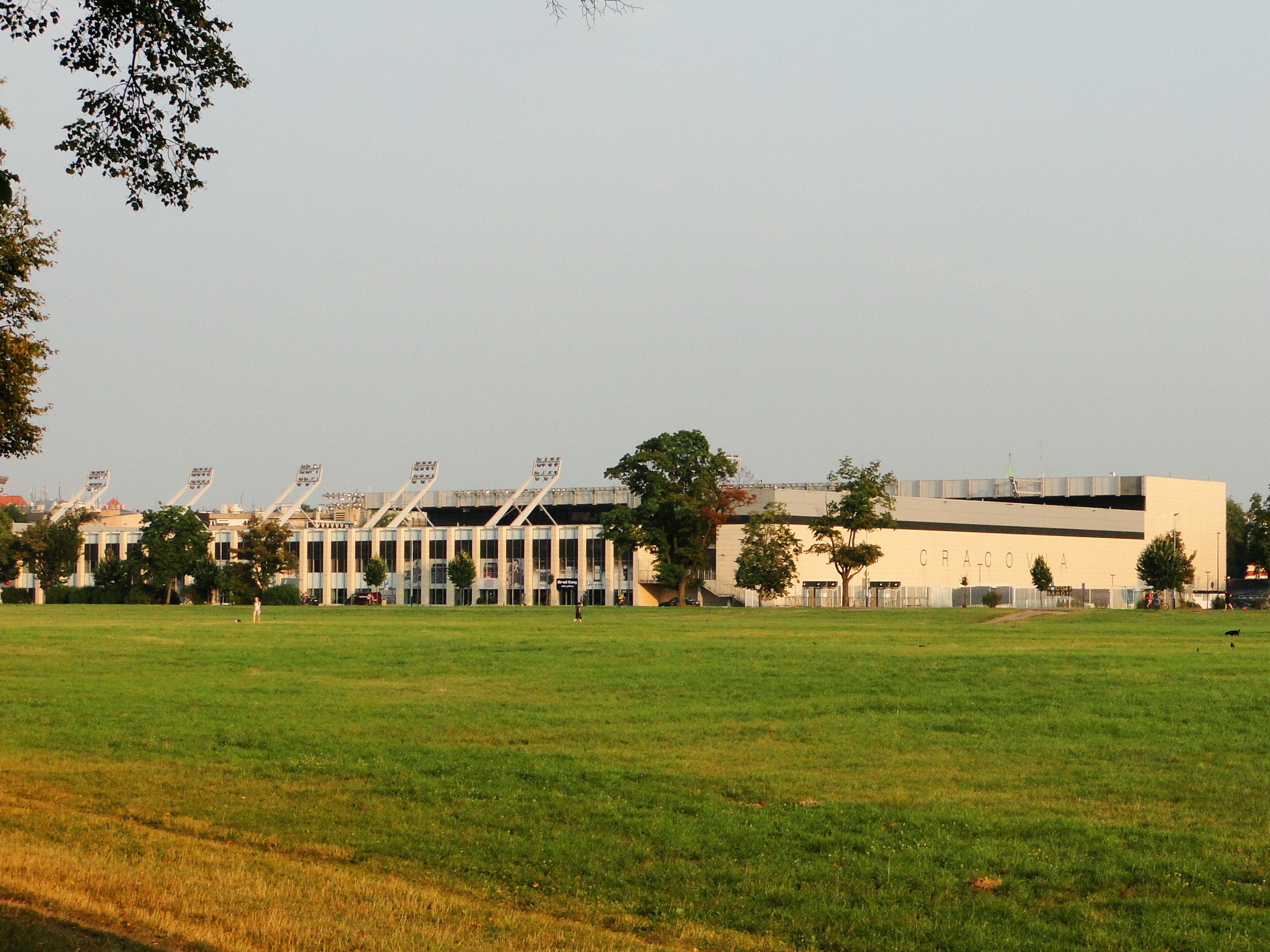
Widok na stadion z Błoń

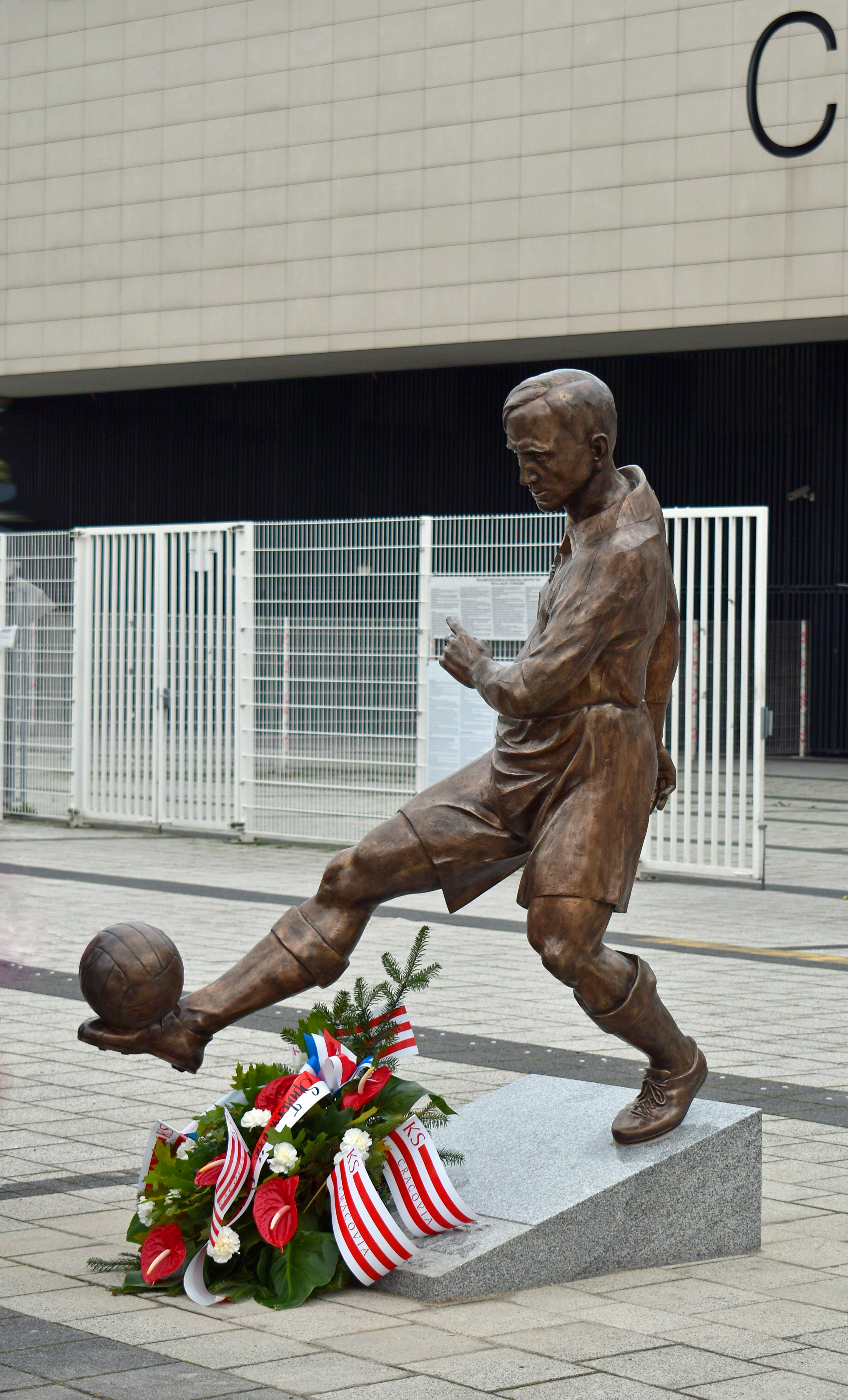
Pominik Józefa Kałuży przed stadionem

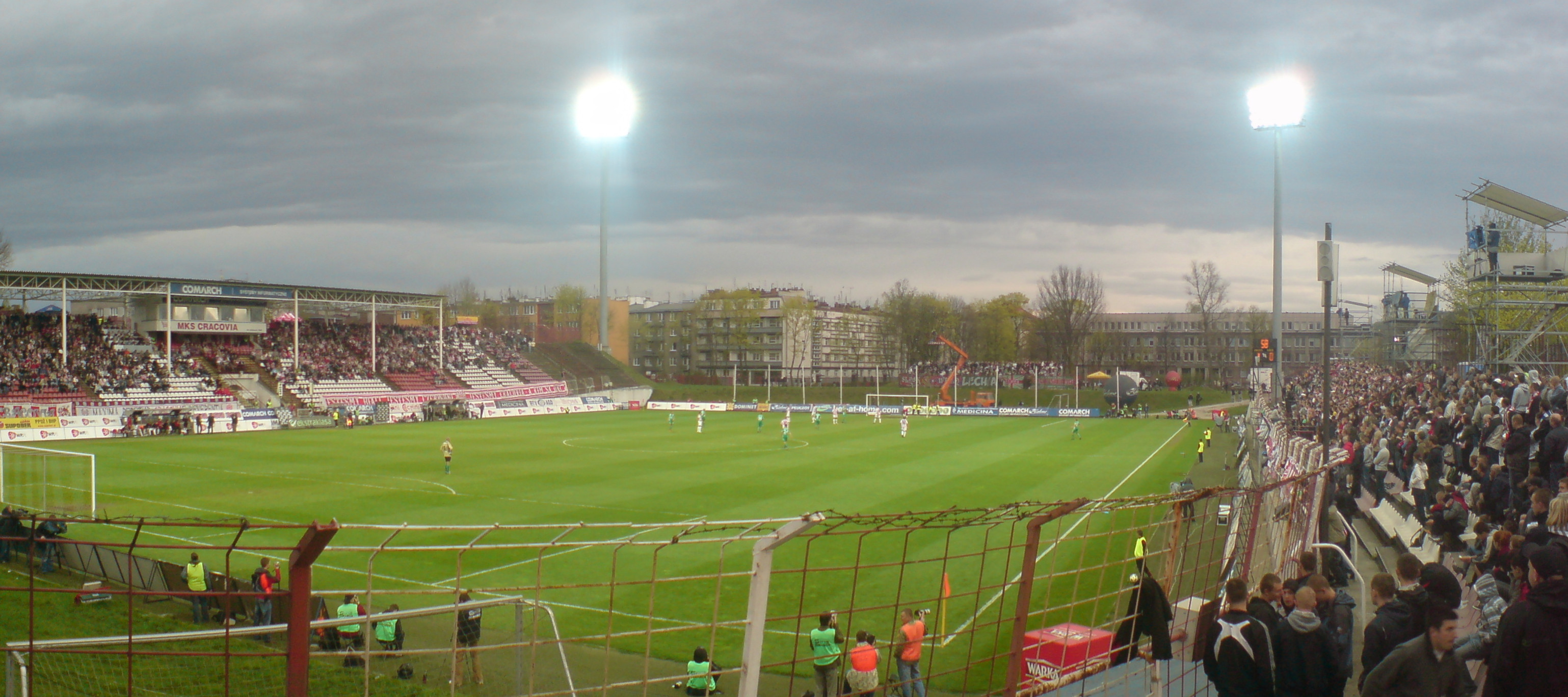
Poprzedni stadion, 2009

Stadion Cracovii im. Józefa Piłsudskiego – miejski obiekt sportowy, znajdujący się w Krakowie przy ulicy Józefa Kałuży (od krakowskich Błoń oddziela go Aleja Marszałka Ferdinanda Focha). Spełnia wymagania kategorii 3 UEFA.
Obecny stadion powstał w latach 2009–2010 w miejscu starego obiektu funkcjonującego od 1912 roku. Stadion był wielokrotnie nagradzany, m.in. otrzymał nagrodę im. prof. Janusza Bogdanowskiego przyznawaną najbardziej udanemu architektonicznie nowemu budynkowi w Krakowie.

## Historia
Obecny stadion jest piątym z kolei (po Parku im. Henryka Jordana, boisku na Błoniach, torze wyścigów konnych i stadionie zlotowym) obiektem na którym mecze rozgrywała Cracovia.
Stadion powstał w 1912 roku (w szóstą rocznicę powstania klubu), na „łąkach zwierzynieckich” stanowiących wówczas część Błoń. Zaprojektował go architekt Franciszek Mączyński. Działalność obiektu została zainaugurowana 31 marca 1912 roku meczem z Pogonią Lwów. Zniszczony w czasie oblężenia Krakowa przez Rosjan na przełomie lat 1914–1915, a w 1915 roku odbudowany. Kolejnej większej przebudowy dokonano w roku 1925. Wkrótce potem stadion został zalany przez powódź. W 1926 roku powstał tor kolarski. W 1935 roku huragan zburzył dachy trybun, które następnie odbudowano. Podczas kampanii wrześniowej w 1939 roku uszkodzony bombą lotniczą. Pod koniec II wojny światowej zamieniony przez Niemców na magazyn samochodów. W latach 1945–1946 remontowano stadion po zniszczeniach wojennych. 16 grudnia 1963 roku został podpalony przez nieznanych sprawców i doszczętnie spłonął. Nowy obiekt otwarto 11 września 1966 roku, choć prace trwały aż do roku 1967. W latach 1968–1969 odbudowano tor kolarski.
W 1936 roku stadion przyjął imię marszałka Józefa Piłsudskiego. Po II wojnie światowej stadion nosił imię znanego prezesa klubu dra Edwarda Cetnarowskiego. Trwało to do końca lat czterdziestych. W 1991 roku uroczyście potwierdzono, że nadal ważna jest decyzja o nadaniu im. Józefa Piłsudskiego. Od 13 kwietnia 2005 roku stadion nosił imię Jana Pawła II, kibica Cracovii, jednak 11 kwietnia 2006 roku Wojewódzki Sąd Administracyjny w Krakowie anulował nadającą je decyzję Rady Miasta Krakowa. Stadion Cracovii nie mieścił się wówczas na działce należącej do miasta, wobec czego sąd uznał nadanie patronatu za bezzasadne.
Na stadionie odbywały się kongresy Świadków Jehowy. W 1993 roku odbył się pierwszy z nich pod hasłem „Pouczani przez Boga”, w zamian za udostępnienie stadionu wykonali oni szeroki zakres robót remontowych i porządkowych. Kolejne odbyły się w roku 1994 pod hasłem „Bojaźń Boża”, w roku 1995 („Rozradowani chwalcy Boga”), w 1996 („Posłańcy pokoju Bożego”), 1997 („Wiara w Słowo Boże”), 1998 („Boża droga życia”), 2011 („Niech przyjdzie Królestwo Boże!”), 2012 („Strzeż swego serca!”) i 2016 („Lojalnie trwajmy przy Jehowie!”).
Dzięki staraniom prof. Jacka Majchrowskiego, prezydenta Krakowa, w czerwcu 2005 roku doszło do sprzedaży przez siostry norbertanki miastu gruntów, na których leży stadion. Umożliwiło to dalszą realizację założonych planów modernizacji. Latem 2009 roku rozpoczęła się budowa nowego obiektu. Została ona zakończona 14 miesięcy przed czasem, we wrześniu 2010 roku.
Stadion był jedną z aren Mistrzostw Europy U-21 2017. Rozegrano na nim trzy spotkania fazy grupowej, jeden półfinał oraz finał turnieju.
20 czerwca 2023 Cracovia i Puszcza Niepołomice doszły do porozumienia dotyczącego gry Puszczy Niepołomice na tymże stadionie w sezonie 2023/2024 w ramach rozgrywek Ekstraklasy, do czasu otrzymania zgody organów decyzyjnych na rozgrywanie spotkań przez Puszczę na Stadionie Miejskim w Niepołomicach. Puszcza występowała na stadionie Cracovii przez cały sezon 2023/2024 i pierwsze 20 kolejek sezonu 2024/2025 – po raz ostatni 10 lutego 2025 przy 1395 widzach.

## Mecze reprezentacji narodowych
Reprezentacja Polski rozegrała jak dotąd na tym stadionie Cracovii jedno spotkanie, 4 czerwca 2013 roku towarzysko z Liechtensteinem (2:0). Był to pożegnalny mecz Jerzego Dudka w barwach narodowych. Natomiast na starym stadionie Cracovii reprezentacja Polski zagrała w latach 1922–1925 cztery mecze towarzyskie.
9 października 2016 roku swoje spotkanie w ramach el. do MŚ 2018 rozegrała tutaj reprezentacja Ukrainy, wygrywając 3:0 z Kosowem. Ukraina nie uznawała niepodległości Kosowa i nie utrzymywała z nim stosunków dyplomatycznych, w związku z czym mecz ten zdecydowano się rozegrać na terenie neutralnym, a wybór padł na stadion Cracovii.
| Nr | Rodzaj spotkania | Data                | Spotkanie              | Wynik     | Strzelcy bramek                                           |
| -- | ---------------- | ------------------- | ---------------------- | --------- | --------------------------------------------------------- |
| 1. | towarzyski       | 4 czerwca 2013      | Polska – Liechtenstein | 2:0 (0:0) | Artur Sobiech 53', Maciej Rybus 72'                       |
| 2. | el. MŚ           | 9 października 2016 | Ukraina – Kosowo       | 3:0 (1:0) | Artem Kraweć 31', Andrij Jarmołenko 81', Rusłan Rotań 87' |

## Opis
Stadion Cracovii:
- Adres: ul. Józefa Kałuży 1, 30-111 Kraków
- Pojemność: 15 016 miejsc
- Wymiary boiska: 105 m x 68 m
- Oświetlenie: 3000 lx